# Simpatico
Simpatico — девятый студийный альбом британской рок-группы The Charlatans, изданный 17 апреля 2006 года лейблами Sanctuary Records и Creole Records. После подписания контракта с лейблом Sanctuary в начале 2005 года фронтмен Тим Бёрджесс и гитарист Марк Коллинз отправились в Палм-Спрингс (Калифорния), чтобы написать новый материал. Запись проходила в поместье Хук Энд в Оксфордшире с продюсером Джимом Лоу, а затем в студии Townhouse Studios в Лондоне. Simpatico — это альбом в стиле даб-регги и рок, который вызвал сравнения с творчеством Dead 60s, Hard-Fi и UB40. Басист Мартин Блант и Бёрджесс объяснили смену звучания тем, что они слушали Кена Бута, Грегори Айзекса и Studio One.
Simpatico получил смешанные отзывы от музыкальных критиков, которые разделились во мнении относительно общей композиции, в то время как другие осуждали направление регги. Альбом занял пятое место в Шотландии, десятое в Великобритании и 83-е в Ирландии. Песня «Blackened Blue Eyes» попала в топ-30 в Шотландии и Великобритании, а «NYC (There’s No Need to Stop)» оказалась за пределами топ-50 в Великобритании. Перед выпуском альбома Charlatans выступили на музыкальной конференции South by Southwest в Остине, штат Техас, и песня «Blackened Blue Eyes» была выпущена в качестве ведущего сингла в апреле 2006 года. Бёрджесс, привыкший к алкоголю и наркотикам, прошёл через программу детоксикации, прежде чем начать продвижение альбома всерьёз. Они гастролировали по Соединённым Штатам до июня 2006 года; песня «NYC (There’s No Need to Stop)» была выпущена в качестве второго сингла альбома в следующем месяце.

## Отзывы
| Совокупная оценка | Совокупная оценка |
| Источник          | Оценка            |
| ----------------- | ----------------- |
| Metacritic        | 55/100            |
| Оценки критиков   |                   |
| Источник          | Оценка            |
| AllMusic          | [ 2 ]             |
| Cokemachineglow   | 67%               |
| The Guardian      | [ 4 ]             |
| musicOMH          | [ 5 ]             |
| Now               | [ 6 ]             |
| The Observer      | [ 7 ]             |
| Pitchfork         | 5.4/10            |
| PopMatters        | 3/10              |
| Uncut             | [ 10 ]            |
| Yahoo! Launch     | [ 11 ]            |

Up at the Lake был встречен музыкальными критиками в целом благосклонно. На сайте Metacritic, который присваивает нормализованный рейтинг из 100 баллов рецензиям ведущих изданий, альбом получил средний балл 55, основанный на 19 рецензиях.
Критики неоднозначно оценили общую композицию. Элизабет Бромштейн из журнала Now назвала альбом «грувовым от начала и до конца», хотя в нём «нет ни одной выдающейся фантастической песни и ничего отстойного». Эрлевайн написал, что «сознательное решение группы сделать акцент на груве и групповом взаимодействии [… ] оправдывает себя, по крайней мере, в некоторой степени», хотя при «внимательном прослушивании он не такой убедительный [как другие альбомы], что объясняется акцентом на звук, а не на песни». Автор Exclaim! Роб Болтон отметил, что, хотя здесь «много классических песен Charlatans […] что-то просто не сходится», упомянув, что «маловероятно, что это зацепит тех, кто впервые слышит». Пол Мардлс из The Observer считает, что «предсказуемо, это не один из лучших часов квинтета», и хотя здесь есть «проблески тех высот, на которые они способны, […] Simpatico заставляет ваши щёки краснеть от имени группы». Леони Купер из The Guardian написала, что когда группа отошла от своего обычного звучания, это было «освежающее изменение, но не достаточно жизненное, чтобы доказать, что группа достойна любого вида поклонения». Автор The Skinny Джон Селлер сказал, что альбом получился для группы "чем-то вроде «трубы и тапочек», поскольку он «не раздвигает границ, а производит впечатление группы, не идущей на риск». Роджер Холланд из PopMatters похвалил открывающий трек, но «к сожалению, это все, что касается [остальной части] Simpatico».

## Список композиций
Все песни написаны Мартином Блантом, Джоном Бруксом, Тимом Бёрджессом, Марком Коллинзом и Робом Коллинзом, кроме «Try Again Today» (группа и Linus of Hollywood).
1. «Blackened Blue Eyes» — 4:19
2. «NYC (There’s No Need to Stop)» — 3:32
3. «For Your Entertainment» — 3:58
4. «Dead Man’s Eye» — 4:21
5. «Muddy Ground» — 4:00
6. «City of the Dead» — 4:02
7. «Road to Paradise» — 4:32
8. «When the Lights Go Out in London» — 4:20
9. «The Architect» — 4:10
10. «Glory Glory» — 3:31
11. «Sunset & Vine» — 3:45

## Чарты
| Чарт (2006)                       | Высшая позиция |
| --------------------------------- | -------------- |
| Ирландия (IRMA)                   | 83             |
| Шотландия (Scottish Albums Chart) | 5              |
| Великобритания (UK Albums Chart)  | 10             |